# Ministère de la Justice et de la Loi (Colombie)
Le Ministère de la Justice et du Droit (espagnol : Ministerio de Justicia y del Derecho) ou (Minjusticia) est un Ministère colombien qui a pour objectif, dans le cadre de ses compétences, de formuler, adopter, diriger, coordonner et exécuter la politique publique en matière d’organisation juridique, de défense et de sécurité juridique, d’accès à la justice formelle et alternative, de lutte contre la criminalité, de mécanismes judiciaires transitionnels, de prévention et de contrôle du délit, de questions carcérales et pénitentiaires, ainsi que de promotion de la culture de la légalité, de la concorde et du respect des droits ; celle-ci étant développée à travers l’institutionnalité qui comprend le Secteur Administratif.
Le Ministère de la Justice et du Droit coordonne les relations entre le pouvoir exécutif, le judiciaire, le ministère public, les organismes de contrôle et les autres entités publiques et privées pour le développement et la consolidation de la politique publique en matière de justice et de droit colombien.

## Histoire
Sous le gouvernement de Carlos Holguín Mallarino, par le biais de la Loi 13 de 1890, l’État fut restructuré avec la création d’un nouveau ministère, portant leur nombre à 8. Quatre ans après sa création en tant qu’entité administrative chargée de la surveillance et de l’assistance à la branche judiciaire, il fut supprimé en 1894 par le Décret 11 de 1894, qui supprima également le Ministère du Fomento, apparemment pour avoir initié et mené une enquête sur l’exécution des contrats conclus pour la construction des chemins de fer d’Antioquia et de Santander.
Sous le gouvernement de Mariano Ospina Pérez, face à la nécessité d’apporter une véritable technicité à la réalité judiciaire, le 21 décembre 1945, le ministère fut rétabli, ses fonctions comprenant la surveillance et le contrôle du fonctionnement de l’organe judiciaire ; des établissements de détention, de peine et de mesures de sécurité ; de la police judiciaire, ainsi que des autres missions qui lui seraient confiées par la loi, relatives à l’administration de la justice, à la répression et à la prévention de la délinquance, ainsi qu’à la réforme de la législation civile et pénale.
Pendant le Front National, la structure du ministère fut réorganisée : en 1964 fut décidée la création des pénitenciers, colonies agricoles et prisons de chef-lieu de district judiciaire, dont la direction et l’administration étaient placées sous la tutelle du Ministère de la Justice. En 1973 entra en vigueur dans le pays le premier Statut pour la prévention et la répression de la production, du trafic et de la consommation de stupéfiants, et furent créés le Conseil National des Stupéfiants et le Bureau des Stupéfiants du Ministère de la Justice.
À la suite d’une nouvelle réorganisation, les fonctions attribuées au Ministère de la Justice et du Droit de Colombie furent les suivantes : formuler la politique de l’État en matière de justice ; mener des recherches socio-juridiques et criminologiques afin de déterminer l’efficacité de la législation en vigueur ou de proposer sa réforme ; fournir à la branche juridictionnelle et à la Direction Générale de l’Instruction criminelle l’assistance administrative, technique, scientifique et économique nécessaire à l’exercice de leurs fonctions et à l’exécution de leurs décisions ; organiser, administrer et surveiller les établissements de détention et préparer des mesures de traitement et de réhabilitation de la population carcérale et pénitentiaire ; veiller à la correcte et efficace prestation des services de notariat et d’enregistrement.
En 2003, à travers la Loi 790 de 2002, il fut procédé à la fusion du Ministère de l’Intérieur et de la Justice et du Droit. Ce processus a permis de renouveler et de moderniser la structure de la branche exécutive de l’ordre national, dans le but de garantir une prise en charge adéquate des citoyens. Durant le premier mandat de Álvaro Uribe, Fernando Londoño fut nommé Ministre de l’Intérieur et chargé de la Justice ; après la Loi 790 de 2002, il assuma la fonction de Ministre de l’Intérieur et de la Justice jusqu’à la nouvelle séparation.
Le 11 août 2011, le président de la République Juan Manuel Santos signa le Décret 2897 qui a rétabli ce portefeuille ministériel, car en vertu de l’article 1 de la Loi 1444 de 2011, furent dissociés du Ministère de l’Intérieur et de la Justice les objectifs et fonctions attribués au cabinet du vice-ministre de la Justice et du Droit, ainsi qu’aux dépendances sous sa responsabilité.

## Ministres
| Période     | Ministre                  | Gouvernement                |
| ----------- | ------------------------- | --------------------------- |
| 1954-1957   | Gabriel París             | Gustavo Rojas Pinilla       |
| 1954 – 1956 | Luis Caro Escallon        | Gustavo Rojas Pinilla       |
| 1956        | Pedro Manuel Arenas Osses | Gustavo Rojas Pinilla       |
| 1956 - 1957 | Luis Carlos Giraldo       | Gustavo Rojas Pinilla       |
| 1957        | Gral. Alfredo Duarte Blum | Junte militaire de Colombie |
| 1957        | José María Villareal      | Junte militaire de Colombie |
| 1958        | Fernando Isaza            | Junte militaire de Colombie |
| 1958        | Rodrigo Noguera Laborde   | Junte militaire de Colombie |
| 1958 – 1960 | Germán Zea Hernández      | Alberto Lleras Camargo      |
| 1960        | Alfredo Araújo Grau       | Alberto Lleras Camargo      |
| 1960        | Ignacio Reyes Posada      | Alberto Lleras Camargo      |
| 1960        | Eliseo Arango,            | Alberto Lleras Camargo      |
| 1960        | Víctor Mosquera Chaux     | Alberto Lleras Camargo      |
| 1960 – 1962 | Vicente Laverde Aponte    | Alberto Lleras Camargo      |

| Période                             | Ministre                                  | Parti               | Président               |
| ----------------------------------- | ----------------------------------------- | ------------------- | ----------------------- |
| 7 août 1962 – 7 août 1963           | Héctor Charry Samper                      | Parti libéral       | Guillermo León Valencia |
| 7 août 1963 – 8 janvier 1965        | Alfredo Araújo Grau                       | Parti conservateur  | Guillermo León Valencia |
| 8 janvier 1965 – 1 septembre 1965   | Raimundo Emiliani Román                   | Parti conservateur  | Guillermo León Valencia |
| 1 septembre 1965 – 7 août 1966      | Francisco Posada de la Peña               | Parti conservateur  | Guillermo León Valencia |
| 7 août 1966 – 27 mars 1967          | Hernán Salamaca                           | Parti libéral       | Carlos Lleras Restrepo  |
| 27 mars 1967 – 14 avril 1968        | Darío Echandía                            | Parti libéral       | Carlos Lleras Restrepo  |
| 14 avril 1968 – 7 août 1970         | Fernando Hinestrosa                       | Parti libéral       | Carlos Lleras Restrepo  |
| 7 août 1970 – 13 avril 1973         | Miguel Escobar Méndez                     | Parti conservateur  | Misael Pastrana         |
| 13 avril 1973 – 7 août 1974         | Jaime Castro Castro                       | Parti libéral       | Misael Pastrana         |
| 7 août 1974 – 7 août 1978           | Alberto Santofimio                        | Parti libéral       | Alfonso López Michelsen |
| 7 août 1978 – 14 mai 1980           | Hugo Escobar Sierra                       | Parti conservateur  | Julio César Turbay      |
| 14 mai 1980 – 7 août 1982           | Felio Andrade Manrique                    | Parti conservateur  | Julio César Turbay      |
| 7 août 1982 – 7 août 1983           | Bernardo Gaitán Mahecha                   | Parti conservateur  | Belisario Betancur      |
| 7 août 1983 – 30 avril 1984         | Rodrigo Lara Bonilla                      | Parti libéral       | Belisario Betancur      |
| 1 mai 1984 – 7 août 1986            | Enrique Parejo González                   | Parti libéral       | Belisario Betancur      |
| 7 août 1986 – 7 septembre 1987      | José Manuel Arias Carrizosa               | Parti libéral       | Virgilio Barco          |
| 7 septembre 1987 – 10 août 1989     | Enrique Low Murtra                        | Parti conservateur  | Virgilio Barco          |
| 10 août 1989 – 7 août 1990          | Mónica de Greiff                          | Parti libéral       | Virgilio Barco          |
| 7 août 1990 – 7 août 1991           | Jaime Giraldo Ángel                       | Parti libéral       | César Gaviria           |
| 7 août 1991 – 29 juin 1992          | Fernando Carrillo Flórez                  | Parti libéral       | César Gaviria           |
| 29 juin 1992 – 7 août 1994          | Andrés González Díaz                      | Parti libéral       | César Gaviria           |
| 7 août 1994 – 7 août 1996           | Néstor Humberto Martínez                  | Parti libéral       | Ernesto Samper          |
| 7 août 1996 – 7 août 1997           | Carlos Medellín Becerra                   | Parti libéral       | Ernesto Samper          |
| 7 août 1997 – 7 août 1998           | Alma Beatriz Rengifo                      | Parti libéral       | Ernesto Samper          |
| 7 août 1998 – 7 août 1999           | Parmenio Cuéllar                          | Parti libéral       | Andrés Pastrana         |
| 7 août 1999 – 7 août 2002           | Rómulo González Trujillo                  | Parti conservateur  | Andrés Pastrana         |
| 7 août 2002 – 11 juin 2011          | Fusionné avec le Ministère de l’Intérieur | --                  | Álvaro Uribe Vélez      |
| 11 juin 2011 – 12 juillet 2012      | Juan Carlos Esguerra                      | Parti libéral       | Juan Manuel Santos      |
| 12 juillet 2012 – 13 septembre 2013 | Ruth Stella Correa                        | Parti libéral       | Juan Manuel Santos      |
| 13 septembre 2013 – 11 août 2014    | Alfonso Gómez Méndez                      | Parti libéral       | Juan Manuel Santos      |
| 11 août 2014 – 23 avril 2016        | Yesid Reyes                               | Parti libéral       | Juan Manuel Santos      |
| 25 avril 2016 – 1 mars 2017         | Jorge Eduardo Londoño                     | Alliance verte      | Juan Manuel Santos      |
| 9 mars 2017 – 7 août 2018           | Enrique Gil Botero                        | Parti conservateur  | Juan Manuel Santos      |
| 7 août 2018 – 16 mai 2019           | Gloria María Borrero                      | Indépendant         | Iván Duque              |
| 16 mai 2019 – 18 août 2020          | Margarita Cabello Blanco                  | Centre démocratique | Iván Duque              |
| 24 août 2020 – 5 octobre 2020       | Javier Sarmiento                          | Indépendant         | Iván Duque              |
| 5 octobre 2020 – 7 août 2022        | Wilson Ruiz Orejuela                      | Centre démocratique | Iván Duque              |
| 7 août 2022 - 1 juillet 2024        | Néstor Osuna                              | Parti libéral       | Gustavo Petro           |
| 1 juillet 2024 - 14 mai 2025        | Angela María Buitrago Ruíz                | Indépendant         | Gustavo Petro           |
| 13 juin 2025 - En fonction          | Luis Eduardo Montealegre                  | Indépendant         | Gustavo Petro           |

## Normativité
Le Ministère de la Justice et du Droit est régi par le Décret 1069 de 2015 (29 mai) Décret Unique Réglementaire du Secteur Administratif du Secteur Justice et du Droit